# Broke Hall
Broke Hall /ˈ b r ʊ k /  est une maison de campagne anglaise à Nacton, près d'Ipswich, Suffolk. Il surplombe la rivière Orwell, en face de Pin Mill. Les jardins sont aménagés par Humphry Repton en 1794  et la maison est classée Grade II *.

## Histoire
Le site est acheté par Sir Richard Broke, qui y fait construire un manoir, sous le règne d'Henri VIII . La maison actuelle est construite par James Wyatt pour Philip Bowes Broke en 1792, mais est probablement un remodelage d'une maison antérieure construite en 1775 par Richard Norris.
Broke Hall est le lieu de naissance de l'amiral Philip Bowes Vere Broke .
La propriété reste dans la famille Broke jusqu'en 1887, date à laquelle à la mort de l'amiral Sir George Broke-Middleton, elle passe à sa nièce, Lady de Saumarez, anciennement Jane Anne Broke, l'épouse de James Saumarez (4e baron de Saumarez), passant ainsi dans la famille Saumarez .
Une école primaire à Ipswich porte le nom de la maison.